# Tony Pascual
Dagoberto Antonio Pascual Arias (Santo Domingo, 17 de abril de 1970), más conocido como Tony Pascual "Pachulí", es un comediante y actor dominicano. En los años 90s fue conocido por interpretar el personaje de un policía en el programa humorístico "La Opción De Las 12" de Telemicro canal 5, a quien llamaban "El Recluta Pachulí" de donde viene su apodo. Se convirtió en muy popular caracterizando a este personaje, sus producciones musicales y de humor realizadas en los estudios de grabaciones de Alberto Plata y Henry Rafael Acevedo "Fuerza Delta" fueron acogidas con gran entusiasmo por chicos y grandes, trayendo como resultado el inicio de muchos espectáculos infantiles exitosos por todo el país, el cual llevaba por nombre "Payasistipachulimania" idea, producción y dirección de "Henry Fuerza Delta", a este evento se agregó "El Jessy Mc" otro personaje pintoresco de Tony Pascual que se dio a conocer, hacía aparición en el de programa de humor "Atrapados" de Telemicro canal 5 junto a los actores comediantes Raymond Pozo y Berenice Aquino, estos hacían las veces de raperos cantando rap y reggaeton en su segmento de los You. También apareció en el programa de humor de Telemicro canal 5 "Titirimundaty".
Pascual pasó por varios programas humorísticos en la televisión, tales como "Con Cuquín" junto al cómico dominicano Cuquín Victoria, "La opción de las 12", "Atrapados", "Titirimundaty", "El Kan del 4", y "Boca de Piano es un show", este último junto al actor comediante Fausto Mata.
Pascual también ha aparecido en películas dominicanas como Perico Ripiao junto a Raymond Pozo y Miguel Céspedes, La maldición del padre Cardona junto a Zoe Saldaña, Ponchao junto a Manny Pérez y coprotagonizó junto a Fausto Mata las películas Sanky Panky, Sanky Panky 2 y Sanky Panky 3.

## Filmografía
Cine
- Perico Ripiao (2003)
- Los locos también piensan (2005)
- La maldición del padre Cardona (2005)
- Sanky Panky (2007)
- Mango Bajito (2012)
- Ponchao (2013)
- Sanky Panky 2 (2013)
- De pez en cuando (2014)
- Un lío en dólares (2014)
- Los domirriqueños (2015)
- Ovni (2016)
- Misión estrella (2017)
- El peor comediante del mundo (2017)
- Dos Compadres y una Yola (2017)
- Sanky Panky 3 (2018)
- El Fantasma de mi Novia (2018)
- Los domirriqueños 2 (2019)
- Super Bomberos (2019)
- Limonada (TBA)
- Greencard (TBA)
- Sanky Panky 4: de Safari (2025)
- De Aquí pa' Hollywood (TBA)

Cortos
- Secuestro (2005)
- Prenda (2008)

Televisión
- Entre Puntos
- Con Cuquín
- Los Ganster
- La Opción de las 12
- Atrapados
- Titirimundaty
- Gianni Espectacular
- Sazonando
- El Kan del 4
- Boca de Piano Es Un Show